# Simon Meusnier-Badger
 (mars 2012).
Si vous disposez d'ouvrages ou d'articles de référence ou si vous connaissez des sites web de qualité traitant du thème abordé ici, merci de compléter l'article en donnant les références utiles à sa vérifiabilité et en les liant à la section « Notes et références ».
Simon Meusnier-Badger (28 octobre 1754 à Véretz - 28 mars 1832 à Azay-sur-Cher) est le fils d'Estienne Meusnier, marchand boulanger à Véretz, et de Jeanne Lhermitte ; un de ses frères, René Meusnier (1742-1826), est notaire royal à Rochecorbon.
Il se marie en 1785 avec Hélène Badger, fille de Humphrey Badger, un Anglais venu installer et faire fonctionner à Tours en 1769 une nouvelle calandre pour les soieries. Il est négociant en soieries.
Pendant la Révolution française, il devient administrateur de l'Indre-et-Loire. Il occupe aussi les fonctions de commandant du 2e bataillon de volontaires d’Indre-et-Loire, président du Comité de surveillance révolutionnaire de Tours et secrétaire de la Société populaire et montagnarde de Tours. En 1794, il est arrêté et emprisonné à la prison du Luxembourg sur dénonciation de Gabriel Jérôme Sénar. Innocenté, il redevient soyeux à Tours.